# Uzerche (tổng)
Tổng Uzerche là một tổng của Pháp tọa lạc tại tỉnh Corrèze trong vùng Nouvelle-Aquitaine.

## Địa lý
Tổng này được tổ chức xung quanh Uzerche trong quận Tulle. Độ cao khu vực này là 270 m (Saint-Ybard) đến 580 m (Meilhards) độ cao trung bình trên mực nước biển là 380 m.

## Hành chính
| Giai đoạn | Ủy viên       | Đảng | Tư cách           |
| --------- | ------------- | ---- | ----------------- |
| 2004-2011 | Sophie Dessus | PS   | Thị trưởngUzerche |

### Kết quả bầu cử tổng này ngày 21 tháng 3 năm 2004

#### 1tour
- Sophie Dessus (PS), thị trưởngUzerche → 43,85% (ballottage)
- Jean-Jacques Dumas (UMP), thị trưởng Saint-Ybard → 38,18% (ballottage)
- Jean-Paul Grador (PCF) → 10,37%
- Jean-Louis Moulinier (FN) → 4,41%
- Jean Chatenet (MRC), thị trưởng Masseret → 3,19%

#### 2×10{{{1}}}tour
- Sophie Dessus (PS) → 57,48% (réélue)
- Jean-Jacques Dumas (UMP) → 42,52%

## Phân chia đơn vị hành chính
Tổng Uzerche được chia thành 9 xã và khoảng 7 101 người (điều tra dân số năm 1999 không tính trùng dân số).
| Xã                  | Dân số | Mã bưu chính | Mã insee |
| ------------------- | ------ | ------------ | -------- |
| Condat-sur-Ganaveix | 631    | 19140        | 19060    |
| Espartignac         | 385    | 19140        | 19076    |
| Eyburie             | 499    | 19140        | 19079    |
| Lamongerie          | 83     | 19510        | 19104    |
| Masseret            | 608    | 19510        | 19129    |
| Meilhards           | 519    | 19510        | 19131    |
| Saint-Ybard         | 593    | 19140        | 19248    |
| Salon-la-Tour       | 721    | 19510        | 19250    |
| Uzerche             | 3 062  | 19140        | 19276    |

## Thông tin nhân khẩu
| 1962                                                     | 1968  | 1975  | 1982  | 1990  | 1999  |
| -------------------------------------------------------- | ----- | ----- | ----- | ----- | ----- |
| 8 402                                                    | 8 869 | 8 106 | 7 729 | 7 078 | 7 101 |
| Nombre retenu à partir de 1962 : dân số không tính trùng |       |       |       |       |       |